# Жиенбаев, Сеил Сарыкулович
Сеил Сарыкулович Жиенбаев (1 мая 1896, аул Жайык, Уральская область, Российская империя — 5 мая 1945, Алма-Ата, СССР) — казахский советский учёный, педагог, кандидат филологических наук (1942). Внёс вклад в становление методики обучения казахского языка.

## Биография
В 1916 году окончил учительскую семинарию в Оренбурге. Работал учителем в Оренбурге и Чимкенте. В 1928 окончил Казахский педагогический институт. В 1929—1931 годы — сотрудник Наркомпроса КазАССР.
В 1931—1942 годы преподавал в Алма-Атинском сельскохозяйственном институте, Институте культуры[каком?], Казахском педагогическом институте имени Абая; работал сотрудником Научно-исследовательского института при Наркомпросе Казахстана.
В 1942—1945 годы — заведующий сектором Института языка, литературы и истории Казахского филиала Академии наук СССР.
Опубликованные работы: «Қазақ тілі» (1930), «Бастауыш мектептегі қазақ тілінің әдісі» (1935), «Үлкендерге хат таныту методикасы» (1935), «Грамматика талдауыш» (1936), «Сөйлемнің тыныс белгілері» (1941), «Синтаксис мәселелері. Құрмалас сөйлемнің топтастырылуы» (1941), «Сөздіктің жасалу мақсаты мен принциптері» (1945) и др.